# 報恩院 (大阪市)
報恩院（ほうおんいん）は、大阪市中央区にある真言宗醍醐派の寺院。山号は高津山。本尊は不動明王。

## 歴史
寺伝によると、寛文年間（1661年 - 1673年）に良遍上人が大坂の上町台地の佳き地を選び、現世利益の不動明王の世相にあった北向不動明王（きたむきふどうみょうおう）を造立したことが始まりと伝えられている。また、北向不動明王と同時期に植えられたという樟は、相生の樟（あいおいのくす）として有名で、戦前までは繁茂していたという。
商売繁盛と家内安全の所願成就のご利益を求め、多くの人々で報恩院は香煙の絶え間がなかったという。
明治時代に入ると廃仏毀釈によって報恩院は無住に近い状態になり荒れ寺となったが、報恩院第12世の孝教和上が明治・大正にかけて再興した。
1945年（昭和20年）3月13日・14日の第1回大阪大空襲によって石造北向不動尊像を残して全て焼失した。しかし、被災後わずか数日が立ったぐらいから、住職・壇信徒により焼跡整理が行われ、後に諸堂の再建がなった。
その後、石造北向不動尊像が新しく造られると、もとの石造北向不動尊像は石造南向不動尊像とされた。
高津宮の参道入口の真正面にある。

## 境内
- 本堂
- 山門
- 北向不動尊拝殿 - 当寺の山門は普段は閉まっており、この拝殿が当寺への入口となっている。入ると正面に石造北向地蔵尊像が相生の樟を背にして立っている。その裏には南向地蔵尊がある。
- 北向不動尊
- 真如閣 - 阿閦如来が祀られている。おおさか十三仏霊場第11番札所。
- 地蔵堂 - 鉄焼地蔵尊を祀る。
- 秋葉大権現 - 鎮守社
- 庫裏

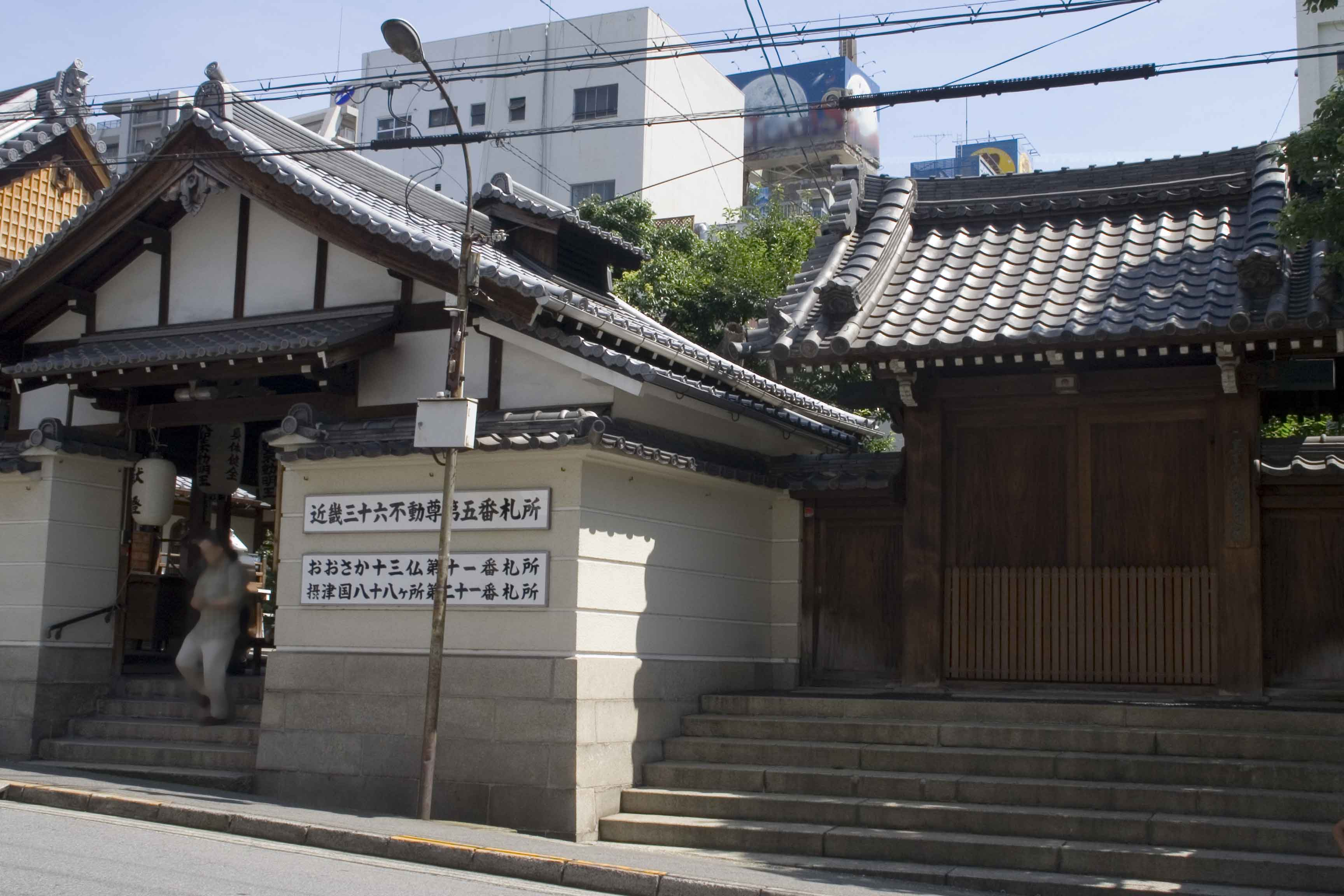
山門（右）、北向不動尊拝殿（左）
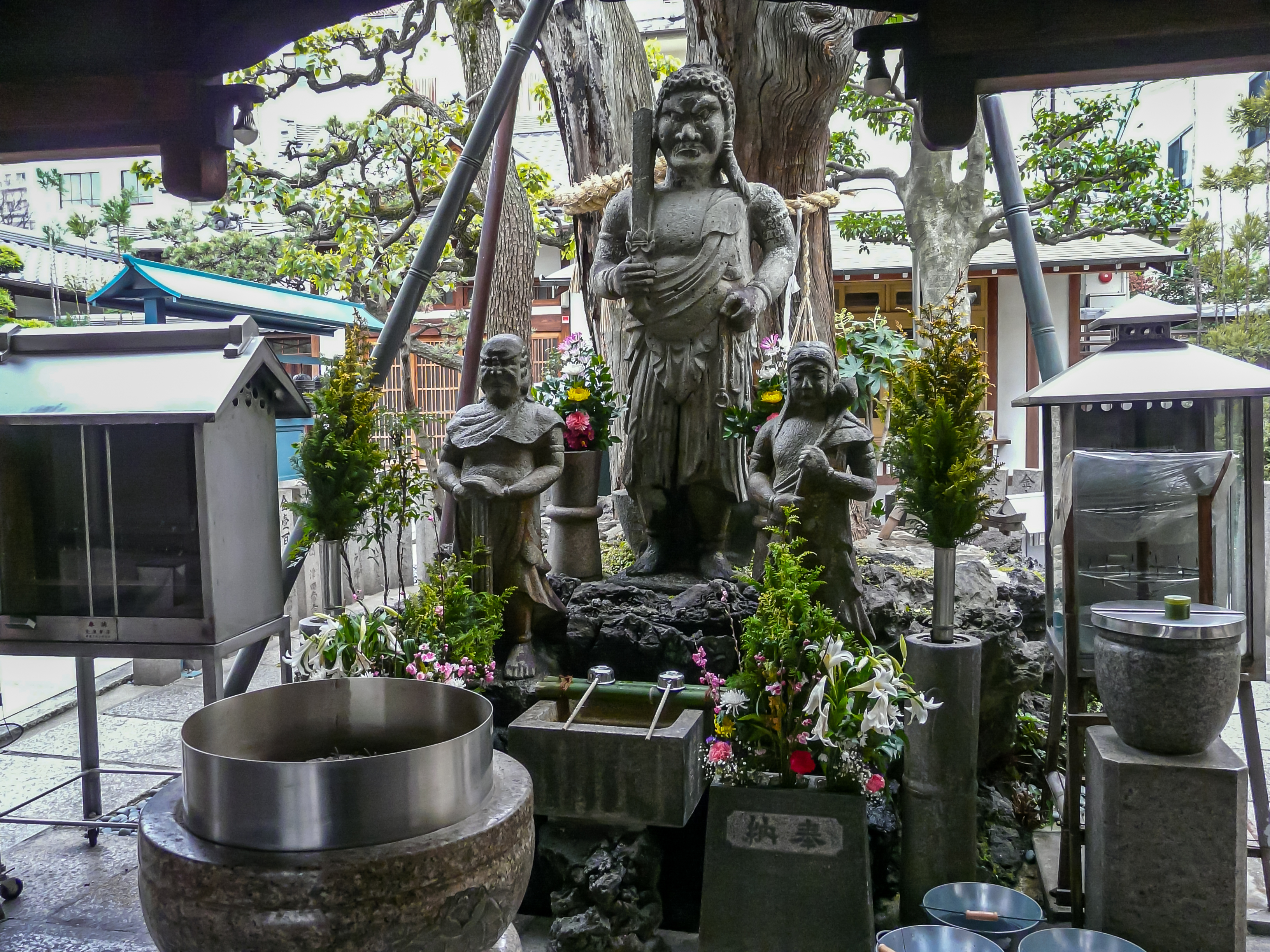
北向不動尊
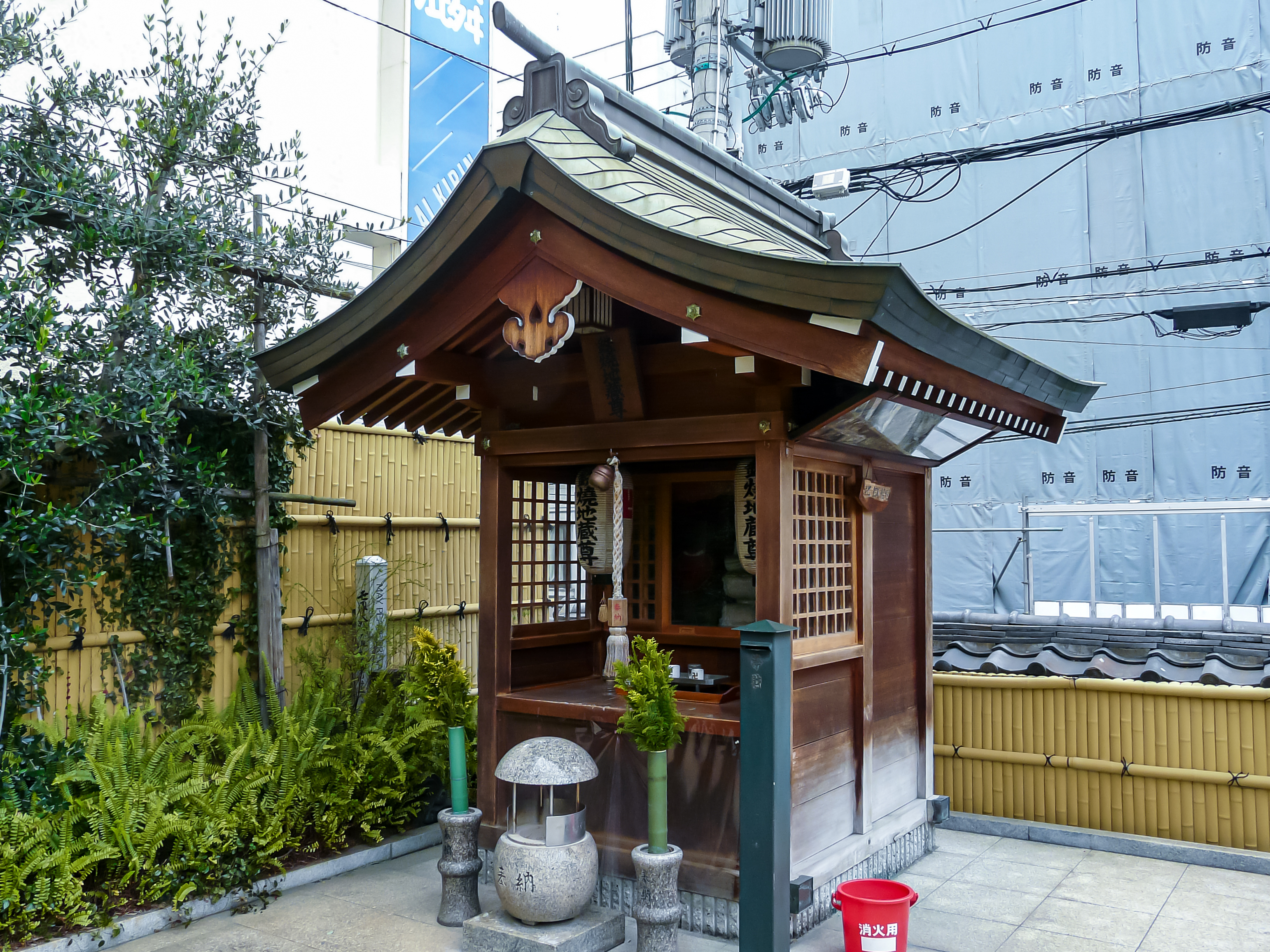
鉄焼地蔵尊
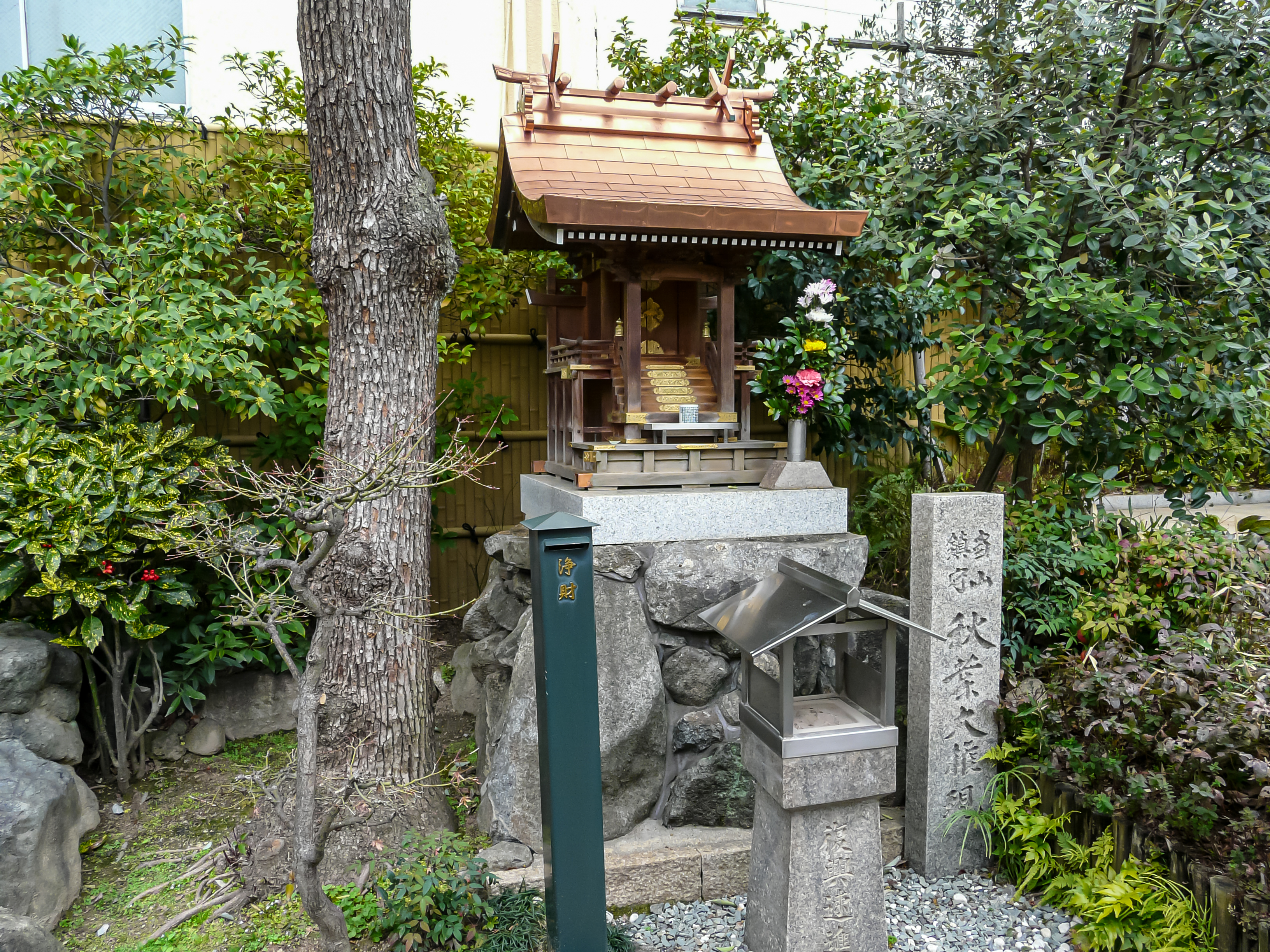
鎮守社 秋葉大権現

## 前後の札所
近畿三十六不動尊霊場
4 京善寺　-　5 報恩院　-　6 太融寺
摂津国八十八箇所
20 自性院　-　21 報恩院　-　22 持明院
おおさか十三仏霊場
10 大念仏寺　-　11 報恩院　-　12 青蓮寺

## 年中行事
- 1月1日　大護摩祈攸
- 1月初辰　霊符尊招財護福愛敬御守授与
- 2月節分　大護摩祈攸
- 3月21日　彼岸法要
- 6月7-8日　花供入峰（大峰山）
- 8月13-15日　盂蘭盆会
- 8月23日　盂蘭盆施餓鬼会
- 8月24日　地蔵盆会
- 9月23日　彼岸法要
- 毎月1日　大護摩祈攸（家内安全・交通安全・厄除・家業繁栄等祈願等）

## 御詠歌
魔を伏して苦難を救う 願なれば 不動の誓（ちかい） 高津北向（たかつきたむき）

## 交通
地下鉄谷町線 谷町九丁目駅 北西へ約100m